# Hellboy (pel·lícula de 2004)
Hellboy és una pel·lícula de gènere sobrenatural estatunidenca, dirigida pel mexicà Guillermo del Toro i protagonitzada per Ron Perlman, Selma Blair i John Hurt. La pel·lícula està basada en el còmic de Hellboy Hellboy: Seed of Destruction (1994), de Mike Mignola (dibuix) i John Byrne (guió), publicat per l'editorial Dark Horse Comics. Ha estat doblada al català.
Durant la Segona Guerra Mundial, Hellboy (Rom Perlman) va ser creat per Grigori Rasputín (Karel Roden) per fer el mal. Contra tot pronòstic, els aliats el van rescatar i ara, al costat d'un grup format per la pirokinética Liz Sherman (Selma Blair) i el telépata Abe Sapien (Doug Jones), es dedica a protegir la humanitat mentre forma una línia de defensa en contra del seu creador.
Llançada el 2004, va guanyar $60 milions de dòlars en Estats Units i $100 milions de dòlars a tot el món. Existeix una continuació, Hellboy II: L'exèrcit daurat, que es va estrenar l'11 de juliol del 2008 en els Estats Units, Canadà i Mèxic, i posteriorment en la resta del món.

## Argument
El 1944, ajudat per l'exèrcit nazi i el departament científic que investiga l'ocult, el místic rus Grigori Rasputín després de trigar cinc anys a construir una màquina amb un dispositiu gegant per a ser un portal entre diferents dimensions en una illa als afores de la costa d'Escòcia, pensa usar-lo per portar destrucció sobre la Terra, despertant als Ogdru Jahad (Els Set Déus del Caos), entitats monstruoses que van ser empresonades al principi dels temps i que estan adormides des de temps immemorials. Les habilitats màgiques de Rasputin no poden sostenir el poder que el portal exigeix per a romandre obert i per això fa servir el dispositiu per a amplificar i reforçar les seves habilitats. Com el seu temps per obrir el portal s'acosta, ell torna la seva atenció a la seva servent Ilsa von Raupstein, un membre de l'exèrcit nazi, i allarga la seva vida, joventut i bellesa juntament amb el desig per servir-lo únicament. També treballa com el seu assassí extremadament silenciós Karl Ruprecht Kroenen, qui aparentment no pot morir. Kroenen ha estat condecorat per Adolf Hitler pel seu treball com el màxim assassí nazi, i porta l'escut de la Societat Thule, la divisió de recerca nazi de l'ocult, i (com lacai de Rasputin) ha estat ajudant en la construcció del portal.
No obstant això, els Estats Units ha enviat les seves pròpies forces, juntament amb un jove doctor, el professor Trevor Bruttenholm, qui està ben preparat pel que fa a la màgia i bruixeria. Després de desplegar a l'illa, ells veuen en silenci com Rasputín activa el portal i anuncia que "això que ell està a punt de fer, mai no podrà desfer-se". Després d'establir el portal que portarà als Ogdru Jahad, Rasputín és vulnerable perquè ell no pot trencar l'enllaç simplement. A hores d'ara, comença la lluita entre els nazis i els soldats estatunidencs. Enmig de la batalla, Bruttenholm pretén llançar una granada de mà al portal, intentant salvar el seu amo, Kroenen el persegueix i és travessat per un tros de metall després que la granada detona. Amb el dispositiu danyat, la força de vida de Rasputin és arrossegada a través del portal i ell desapareix a través de l'altre costat, aparentment ha mort.
Encara que està lleugerament ferit, Bruttenholm demana que els soldats mantinguin una guàrdia al voltant de l'àrea per si alguna cosa va poder passar pel portal amb èxit durant el temps Rasputin ho va sostenir per obrir-lo. Les sospites del doctor són comprovades quan ell i un fotògraf / soldat descobreixen una criatura de color vermell lluminosa amb el braç dret aparentment fet de pedra que es mou dins de la cripta que ells estaven investigant (es va revelar que ell era ell dimoni Anachnu Korime Veu ish Tachameem Oomo-odeem). Salvant la criatura de morir per trets dels altres soldats, Bruttenholm l'atreu als seus braços amb una barra de dolç i descobreix que és un dimoni nadó nounat. Després, aquell matí, els soldats prenen a la criatura com la seva mascota oficial i l'anomenen Hellboy.
Seixanta anys després, un jove agent de l'FBI anomenat John Myers és enviat de Quantico, Virgínia a un edifici a Newark, Nova Jersey què s'identifica com els Serveis de Direcció de neteja de Deixalles Irritants. Aquest edifici realment és la localització física per l'Oficina de Recerca i Defensa del Paranormal que és investigat pel Professor Bruttenholm.
I Hellboy comença a treballar per l'FBI Americà en un projecte secret, que encara que hi ha algunes especulacions que Hellboy és una llegenda, la humanitat no ha de saber de la seva existència. Tot i tenir 60 anys, en el seu cos i ment, Hellboy és un jove de 20 anys, per tant és una mica rebel i fica en alguns problemes al Sistema de Defensa i al seu pare adoptiu el Professor Bruttenholm.

## Repartiment
| - Ron Perlman com a Hellboy - John Hurt com a Trevor Bruttenholm - Kevin Trainor com a jove Trevor Bruttenholm - Selma Blair com a Liz Sherman - Millie Wilkie com a jove Liz Sherman - Rupert Evans com a John "Johnny" Myers - Karel Roden com a Grigori Rasputin - Jeffrey Tambor com a Tom Manning - Doug Jones com a Abe Sapien - David Hyde Pierce veu d'Abe Sapien | - Brian Steele com a Samael - Ladislav Beran com a Karl Ruprecht Kroenen - Bridget Hodson com a Ilsa Haupstein - Corey Johnson com a Agent Clay - Brian Caspe com a Agent Lime - James Babson com a Agent Moss - Stephen Fisher com a Agent Quarry - William Hoyland com a General Klaus Von Krupt - Angus MacInnes com a Sargent Whitman - Jim Howick com a Corporal Matlin |

## Saga
- Hellboy II: L'exèrcit daurat i Hellboy III